# アーサー・シーザー
アーサー・シーザー（Arthur Caesar, 1892年3月9日 - 1953年6月20日）は、ルーマニア系アメリカ人の脚本家である。ソングライターのアーヴィング・シーザーの兄である。1924年にシーザーはハリウッドで脚本家のキャリアを始め、B級映画を多く手がけた。『男の世界』（1934年）を手がけたことにより第7回アカデミー賞原案賞を受賞した。この映画はジョン・デリンジャーが映画館外で射殺される直前に観賞していたことで知られている。

## 主なフィルモグラフィ
- His Darker Self (1924) 原案
- Napoleon's Barber (1928) 脚本・原作
- The Aviator (1929) 脚本・台詞
- スパイ（英語版） Three Faces East (1930) 脚本・台詞
- She Couldn't Say No (1930) 脚本・台詞
- 尖端娘商売 The Life of the Party (1930) 台詞
- Gold Dust Gertie (1931) 台詞
- Side Show (1931) 脚本
- 男の世界 Manhattan Melodrama (1934) 原案
- 北西警備隊（英語版） Northwest Rangers (1942) 原案
- Atlantic City (1944) 原案
- I Accuse My Parents (1944) 原案
- Three of a Kind (1944) 脚本・原案